# کریس راموس
کریس راموس (انگلیسی: Chris Ramos؛ زادهٔ ۱۸ ژانویهٔ ۱۹۹۷) بازیکن فوتبال اهل اسپانیا است.
از باشگاه‌هایی که در آن بازی کرده‌است می‌توان به باشگاه فوتبال رئال وایادولید اشاره کرد.